# Коритне (Словаччина)
Коритне (словац. Korytné) — село в Словаччині, Левоцькому окрузі Пряшівського краю. Розташоване на півночі східної Словаччини на межі Горнадської улоговини та Браниська.
Уперше згадується у 1297 році.
У селі є римо-католицький костел св. Матуша з 1816 року в стилі класицизму та каплиця з 1817 року.

## Географія
Протікає річка Бранисько.

## Населення
| Рік:            | 1994. | 2004. | 2014.    | 2024.   |
| --------------- | ----- | ----- | -------- | ------- |
| Кількість осіб: | 0     | 112   | 92       | 98      |
| Різниця:        |       | –     | -17,85 % | +6,52 % |

| Рік:            | 2023. | 2024.   |
| --------------- | ----- | ------- |
| Кількість осіб: | 103   | 98      |
| Різниця:        |       | -4,85 % |

У селі проживає 104 осіб.
Національний склад населення (за даними останнього перепису населення — 2001 року):
- словаки — 98,31 %,
- угорці — 1,69 %.

Склад населення за приналежністю до релігії станом на 2001 рік:
- римо-католики — 98,31 %,
- греко-католики — 1,69 %.